# 483 Seppina
A 483 Seppina (ideiglenes jelöléssel 1902 HU) egy kisbolygó a Naprendszerben. Maximilian Franz Joseph Cornelius Wolf fedezte fel 1902. március 4-én.